# Botswana i olympiska sommarspelen 2004
Botswana i olympiska sommarspelen 2004 bestod av idrottare som blivit uttagna av Botswanas olympiska kommitté.

## Boxning
| Idrottare          | Gren       | Sextondelsfinaler     | Åttondelsfinaler     | Kvartsfinaler        | Semifinaler          | Final                | Final            |
| Idrottare          | Gren       | Motståndare Resultat  | Motståndare Resultat | Motståndare Resultat | Motståndare Resultat | Motståndare Resultat | Placering        |
| ------------------ | ---------- | --------------------- | -------------------- | -------------------- | -------------------- | -------------------- | ---------------- |
| Lechedzani Luza    | Flugvikt   | Mesbahi (MAR) L 20-25 | Gick inte vidare     | Gick inte vidare     | Gick inte vidare     | Gick inte vidare     | Gick inte vidare |
| Khumiso Ikgopoleng | Fjädervikt | BYE                   | Ganiyu (NGR) L 16-25 | Gick inte vidare     | Gick inte vidare     | Gick inte vidare     | Gick inte vidare |

## Friidrott
Herrar
Bana, maraton och gång
| Idrottare                                                                           | Gren          | Heat     | Heat      | Kvartsfinal | Kvartsfinal | Semifinal        | Semifinal        | Final            | Final            |
| Idrottare                                                                           | Gren          | Resultat | Placering | Resultat    | Placering   | Resultat         | Placering        | Resultat         | Placering        |
| ----------------------------------------------------------------------------------- | ------------- | -------- | --------- | ----------- | ----------- | ---------------- | ---------------- | ---------------- | ---------------- |
| California Molefe                                                                   | 400 meter     | 45.88    | 5         | i.u.        | i.u.        | Gick inte vidare | Gick inte vidare | Gick inte vidare | Gick inte vidare |
| Glody Dube                                                                          | 800 meter     | 1:48.25  | 5         | i.u.        | i.u.        | Gick inte vidare | Gick inte vidare | Gick inte vidare | Gick inte vidare |
| Ndabili Bashingili                                                                  | Maraton       | i.u.     | i.u.      | i.u.        | i.u.        | i.u.             | i.u.             | 2:18:09          | 25               |
| Oganeditse Moseki* Johnson Kubisa California Molefe Kagiso Kilego Gaolesiela Salang | 4 x 400 meter | 3:03.32  | 5 q       | i.u.        | i.u.        | i.u.             | i.u.             | 3:02.49          | 8                |

Fältgrenar och tiokamp
| Idrottare         | Gren      | Kval     | Kval      | Final            | Final            |
| Idrottare         | Gren      | Resultat | Placering | Resultat         | Placering        |
| ----------------- | --------- | -------- | --------- | ---------------- | ---------------- |
| Gable Garenamotse | Längdhopp | 7.78     | 25        | Gick inte vidare | Gick inte vidare |

Damer
Bana, maraton och gång
| Idrottare       | Gren      | Heat     | Heat      | Kvartsfinal | Kvartsfinal | Semifinal        | Semifinal        | Final            | Final            |
| Idrottare       | Gren      | Resultat | Placering | Resultat    | Placering   | Resultat         | Placering        | Resultat         | Placering        |
| --------------- | --------- | -------- | --------- | ----------- | ----------- | ---------------- | ---------------- | ---------------- | ---------------- |
| Amantle Montsho | 400 meter | 53.77 NR | 5         | i.u.        | i.u.        | Gick inte vidare | Gick inte vidare | Gick inte vidare | Gick inte vidare |